# Volvarina pontesi
Volvarina pontesi is een slakkensoort uit de familie van de Marginellidae. De wetenschappelijke naam van de soort is voor het eerst geldig gepubliceerd in 1993 door Rios & Leal.